# ولف کریک (یوتا)
ولف کریک (به انگلیسی: Wolf Creek) یک منطقهٔ مسکونی در ایالات متحده آمریکا است که در یوتا واقع شده‌است. ولف کریک ۱٬۳۳۶ نفر جمعیت دارد و ۱٬۶۲۴٫۹۱ متر بالاتر از سطح دریا واقع شده‌است.